# Тихомир Ракић
Тихомир Ракић (Печењевце, 1922 - фебруар 1942) био је српски борац у НОР-у по коме је назван Дом културе у Печењевцу.

## Биографија
У родном селу је завршио основну школу, а седам разреда гимназије у Лесковцу. Ту се укључио у омладински покрет и постао је члан СКОЈ-а и члан гиманзијског руководства. Од почетка окупације у Другом светском рату почео је са организовањем и учешћем у диверзантским акцијама. После паљења општинске архиве у Печењевцу отишао је у Бабички партизански одред где је био политички делегат за печењевачку десетину. Заробљен је у борби код Биљанице фебруара 1942. године и стрељан заједно са другим заробљеницима. Сахрањен је 18. фебруара 1942. године у Печењевцу.

## Биста
На Дан борца 1973. године Разуменка Петровић је открила његову бисту у селу, чији је аутор вајар Ђорђе Васић.